# جغدک سبیل‌دراز
جغدک سبیل‌دراز گونه‌ای از جغدها است.
این گونه تنها گونه در سرده (جنس) جغدک ریش‌بلند (Xenoglaux) است.